# Robert Randau
Robert Randau, eigentlich Robert Arnaud (* 16. Februar 1873 in Mustapha, heute Sidi M'Hamed, Algerien; † 4. August 1950 in Algier) war ein französischer Kolonialbeamter, Ethnologe und Schriftsteller.

## Leben
Randau wurde als Robert Arnaud in Mustapha, heute Sidi M'Hamed, geboren. Dort lebte seine Familie seit 1844, weil sein Großvater mütterlicherseits Robert Arnaud Ducheyron de Beaumont du Pavillon zum neu gegründeten Spahi-Korps versetzt worden war. Er wurde von seinem Vater sehr streng erzogen. Seine Mutter wünschte sich, dass er Priester würde, aber er weigerte sich. Die Oberschule absolvierte er in einem Gymnasium in Algier, anschließend studierte er Jura, das er mit einem brillanten Examen abschloss.      
Nach dem Studium trat er 1896 in die École nationale de la France d’Outre-Mer ein, die er aber schnell wieder verließ. Noch im selben Jahr wurde er als bester Bewerber an der Ecole coloniale aufgenommen. 1898 gewann er den Wettbewerb der Assistenten in den gemischten Gemeinden und den Wettbewerb der Übersetzer. So wurde er zum General der Armee ernannt und zum Amt für Angelegenheiten der Einheimischen und des Militärpersonals abgeordnet, das er bis 1913 leitete. 1900 heiratete er Renée Battandier, die Tochter des Botanikers Battandier, der Professor an der Fakultät Mustapha Supérieur war.
Er wurde mit zahlreichen Aufgaben in Afrika betraut. Von 1898 bis 1899 war er Mitglied einer Kommission für Technik in Französisch-Sudan, wo er den Kolonialbeamten Xavier Coppolani in Timbuktu und Araouane unterstützte. Anschließend begleitete er Coppolani in Mauretanien im Tagant, bis dieser 1905 in Tidjikja ermordet wurde.
Von 1905 bis 1914 war er in Marokko, anschließend arbeitete er in Französisch-Westafrika. Für herausragende Leistungen bei der Ausweitung der französischen Besitzungen in Französisch-Westafrika wurde er 1909 in das Korps der kolonialen Verwaltungsbeamten aufgenommen.
Im Jahr 1917 unternahm er eine Rundreise in der Region Timbuktu, wo er der Stellvertreter des Kommandanten der Region wurde. 1919 wurde er der Verwaltungsinspektor in Französisch-Sudan. 1927 bis 1928 erfüllte er die Aufgaben eines stellvertretenden Gouverneurs in Obervolta.
Robert Randau starb am 4. August 1950 in seinem Appartement Boulevard St Saëns in Algier an den Folgen eines Gehirnschlags.

## Randau als „Algerianist“
Randau verstand sich als „Algerianist“ und war einer der wichtigsten Wortführer des Algerianismus. Er hat den Begriff zwar nicht erfunden, aber er hat ihn populär gemacht und ideologisch gefüllt. Für ihn gibt es in Algerien nur die Algerier, und das sind nicht etwa die Einheimischen, sondern die Kolonisten! Die Argumentation ist, dass die Einheimischen kein homogenes Volk (Araber, Berber, Tuareg und andere) bilden würden, sie hätten keine umfassende staatliche Struktur gebildet, sondern würden von kleinen regionalen Fürsten unterdrückt, die sich nur mit Hilfe des türkischen Sultans halten könnten. Das einzig Gemeinsame, das man ihnen nicht absprechen könne, ist die Religion. Deshalb werden sie alle „Muslime“ und die sie betreffende Politik „muslimische Politik“ genannt. Die Einzigen, die hingegen über ein Staatswesen verfügen, sind die Siedler, und so heterogen ihre Herkunft auch sein mag (Franzosen, Spanier, Portugiesen, Griechen etc.), sie wachsen allmählich zusammen und entwickeln eine gemeinsame Identität – sie sind die Algerier.  Ihre edelste Aufgabe ist es, dem zeitlos dahinvegetierenden Eingeborenen geduldig die französische Zivilisation nahezubringen und die besten unter ihnen – nach Erfüllung harter, selbstverleugnender Auflagen – als Bürger in das algerische Gemeinwesen aufzunehmen.
Dieser Traum Randaus zerplatzte auf grausame Weise im Algerienkrieg 1954–62, aber das hat Randau nicht mehr erlebt.

## Schriftstellerische Aktivitäten
Randau bereiste in sehr weitläufigen Reisen ganz Nordafrika. Dabei schrieb er Reisetagebücher, in denen er sehr genau die Landschaften und die Lebensweisen der verschiedenen Volksgruppen beschreibt. Er illustriert die Dörfer und Moscheen in Skizzen, aber auch die Geräte und die Kultgegenstände der Eingeborenen. Diese Tagebücher waren später die Grundlage, aus denen er seine Romane und Essays speiste.
Sein Werk umfasst 36 Romane, Gedichtbände und zahlreiche Artikel, die in verschiedenen Zeitschriften oder im Echo d’Alger veröffentlicht wurden, für das er seit 1935 regelmäßig schrieb.
Darüber hinaus war er der überzeugte Kämpfer für eine neuartige Autonomie. Er mitbegründete eine „Vereinigung algerischer Schriftsteller“, die ab 1921 jährlich einen Literaturpreis Algeriens vergab. Von 1924 bis 1960 gab er die Zeitschrift Afrique Latine heraus, die später zu Afrique umbenannt wurde. Sein Buch Die Eroberer, das im Jahr 1911 veröffentlicht wurde, ist eine fiktive Geschichte seiner letzten Reise mit Xavier Coppolani.
Randau war einer der wichtigsten Mitarbeiter der Zeitschrift La Grande France (1900–1914), die versuchte, das Interesse der Pariser Öffentlichkeit für die Verbreitung der französischen Zivilisation in den Ländern des Maghreb und für die Entwicklung der kolonialen Literatur Frankreichs zu wecken.
Er pflegte freundschaftliche Beziehungen mit den Malern Guérin und Benjamin Sarraillon, dem Illustrator des Buchs Cassard le Berbère und mit Jean Pomier. Mit ihm führte er einen Briefwechsel in Versform. Jean Pomier ist der eigentliche Vater des Begriffs „Algerianismus“. Dieser Begriff wurde dann von Robert Randau in seinem Vorwort für die Anthologie von dreizehn afrikanischen Dichtern definiert und erläutert. Dieses Vorwort traf auf Anhieb den Ton und die Form eines regelrechten Manifests, das das Algerien von morgen beschwört, ein „künftiges franco-berberisches Volk mit französischer Sprache und Zivilisation“ zu entwickeln.
1933 veröffentlichte er gemeinsam mit Abd-el-Fikri Les compagnons du jardin, in dem ein Areopag schonungslos alle Fragen diskutiert, die die algerische Gesellschaft betreffen.

## Ehrungen
- La Médaille Coloniale (1919)
- La Légion d’Honneur (1920)
- Grand prix littéraire de l’Algérie (1930)
- Prix de la Fondation de l’Académie Française (1940)

## Veröffentlichungen
Romane
- Rabbin, roman de mœurs juives, avec Sadia Lévy, Havard fils, 1896
- Onze journées en force, nouvelles, avec Sadia Lévy, Alger, Adolphe Jourdan, 1902
- Les Colons, roman de la patrie algérienne, Sansot, 1907; réédition Albin Michel, coll. « L'Algérie heureuse », 1926, 1978
- Le Commandant et les Foulbé, roman de la grande brousse, Sansot, 1910
- Les Algérianistes, roman de la patrie algérienne, Sansot, 1911; réédition Albin Michel, coll. « L'Algérie heureuse », 1978
- Les Explorateurs, roman de la grande brousse, Sansot, 1911; réédition Albin Michel, coll. « L'Algérie heureuse », 1929
- Celui qui s'endurcit, Sansot, 1913
- L'Aventure sur le Niger, roman de la grande brousse, Sansot, 1913
- Les Terrasses de Tombouctou, Illustrationen von Louis Ferdinand Antoni, Éditions du livre mensuel, 1920; réédition 1933
- Fantaisies sur l'éternel, Éditions du livre mensuel, 1920
- Cassard le berbère, Belles Lettres, 1921
- Le Chef des porte-plume, roman de la vie coloniale, Le Monde nouveau, 1922; réédition Albin Michel, coll. « L'Algérie heureuse », 1926
- À l'ombre de mon baobab, Le Monde nouveau, 1923
- La Ville de cuivre, roman d'aventures, Albin Michel, 1923
- Manuel du parfait explorateur, Baudinière, 1923
- L'Initiation de Reine Dermine, mit Albert Lantoine und Jean Royère, Fasquelle, 1925
- Le Grand Patron, roman d'AOF, Albin Michel, 1925
- L'Homme-qui-rit-jaune, Albin Michel, 1926
- L'Œil du monde, Éditions du monde moderne, 1927
- Diko, frère de la côte, Albin Michel, 1929
- Les Meneurs d'homme, Albin Michel, 1931
- Les Compagnons du jardin, avec Abdelkader Fikri, Donat-Montchrétien, 1933
- Des Blancs dans la cité des Noirs, Albin Michel, 1935
- Lucifer et son hôte, Guiauchin, 1936
- Sur le pavé d'Alger, Alger, Fontana, 1937

Essays
- Un Corse d'Algérie chez les hommes bleus: Xavier Coppolani, le pacificateur, Alger, Imbert, 1939, 212 Seiten
- Robert Randau: Die Erfindung Mauretaniens - Xavier Coppolani 1866 - 1905. mit einem Vorwort von Ulrich Rebstock. Hrsg.: Helmut Wüst. Edition Hamouda, Leipzig 2014, ISBN 978-3-940075-98-7 (Inhaltsbeschreibung [abgerufen am 6. August 2019]).
- Louis Frèrejean, Mauritanie 1903–1911. Mémoires de randonnées et de guerre au pays des Beidanes, Karthala-CEHS, 1995.
- Le Professeur Martin, petit bourgeois d'Alger, Alger, Baconnier, 1938
- Isabelle Eberhardt, notes et souvenirs, Alger, Charlot, 1945; Neuauflage 1989

Poesie
- Les dires de celui qui passe, Alger, Adolphe Jourdan, 1899
- Autour des feux de la brousse, Alger, Adolphe Jourdan, 1900; Neuauflage  Sansot, 1922